# Pjotr Kostenko
Pjotr Jewgenjewitsch Kostenko (russisch Пётр Евгеньевич Костенко; * 16. Februar 1976 in Qostanai) ist ein kasachischer Schachspieler und -trainer.
Die kasachische Einzelmeisterschaft konnte er viermal gewinnen: 1998, 2000, 2002 und 2016. Er spielte für Kasachstan bei sieben Schacholympiaden: 1998 bis 2002 sowie 2012 bis 2018, dabei gewann er bei der Schacholympiade 1998 in Elista am ersten Reservebrett die individuelle Silbermedaille. Außerdem nahm er dreimal an den asiatischen Mannschaftsmeisterschaften (2003, 2014 und 2016) und einmal an der Mannschaftsweltmeisterschaft (1997) teil.
| Hier fehlt eine Grafik, die leider im Moment aus technischen Gründen nicht angezeigt werden kann. Wir arbeiten daran! |